# Bayard (patronyme)
Pour les articles homonymes, voir Bayard.
Bayard, de l'ancien français bayart, est un patronyme qui renvoie au fameux cheval roux de la Chanson des quatre fils Aymon.

## Variantes
En moyen néerlandais, il existe plusieurs variantes :
- les -a- peuvent se transformer en -ae-
- le -d final peut devenir un -t
- le -ay- peut se transformer en -ey-, -oy- ou -oey-
- le -d ou -rd final peut disparaitre
- le -y- peut se transformer en -ij-

| Variante | un ae    | deux ae  | tronqué | autres   |
| -------- | -------- | -------- | ------- | -------- |
| Bayard   | Baeyard  | Baeyaerd | Baya    | Bayat    |
| Bayart   | Bayaert  | Baeyaert |         |          |
| Beyart   | Beyaert  |          | Beya    |          |
| Bejaert  | Beijaert |          | Bejaer  |          |
| Boyart   | Boyaert  |          | Boyat   | Boeyaert |
| Boyard   | Boyaerd  |          | Boya    | Boyar    |